# Hadula turpis
Hadula turpis är en fjärilsart som beskrevs av Otto Staudinger 1900. Hadula turpis ingår i släktet Hadula och familjen nattflyn. Inga underarter finns listade i Catalogue of Life.